# Pohoří (okres Rychnov nad Kněžnou)
Pohoří (německy Pohorsch) je obec, která se nachází v okrese Rychnov nad Kněžnou v Královéhradeckém kraji. Žije zde 665 obyvatel.

## Historie
První písemná zmínka o vesnici pochází z roku 1361. Kompletní zaznamenanou historii obce lze zhlédnout v Digitální kronice obce Pohoří, která byla mimo jiné vyznamenána Zlatým Erbem 2001.

## Doprava
Obcí prochází silnice druhé třídy číslo 304 a přes západní okraj obce prochází železniční trať Týniště nad Orlicí – Meziměstí. Kromě několika autobusových zastávek se v obci nachází i železniční zastávka ležící na již zmíněné trati.

## Společnost
Obec eviduje přes 230 popisných čísel a žije zde více než 650 obyvatel. V obci je vybudovaná kompletní infrastruktura, která slouží všem občanům – zpevněné komunikace po celé obci, veřejné osvětlení, obecní rozhlas, vodovod a kanalizace s čistírnou odpadních vod. V obci funguje mateřská škola, základní škola (1.–5. třída), tělocvična, pohostinství, obchod (potraviny) a v létě i přírodní areál. V roce 2003 byla obec plynofikována.
Dále se v Pohoří nachází hřbitov, hasičskou zbrojnici, a hřiště na fotbal, tenis a volejbal. Pohoří využívá služeb pošty v Dobrušce (PSČ 518 01). Nejbližší zdravotnické zařízení je Nemocnice v Rychnově nad Kněžnou. Nejbližší kino je v Dobrušce. Vesnice je s okolím propojena veřejnou hromadnou dopravou jak autobusovou (prochází středem obce), tak vlakovou (železnice prochází okrajem obce).

## Osobnosti
- Miloň Čepelka (* 1936), herec Divadla Járy Cimrmana, spisovatel
- Jan Voborník (1854–1946), český pedagog, spisovatel, dramatik, překladatel, literární kritik, historik

## Pamětihodnosti
- Zrekonstruovaný kostel svatého Jana Křtitele
- Do katastrálního území zasahuje část přírodní rezervace Zbytka

## Galerie

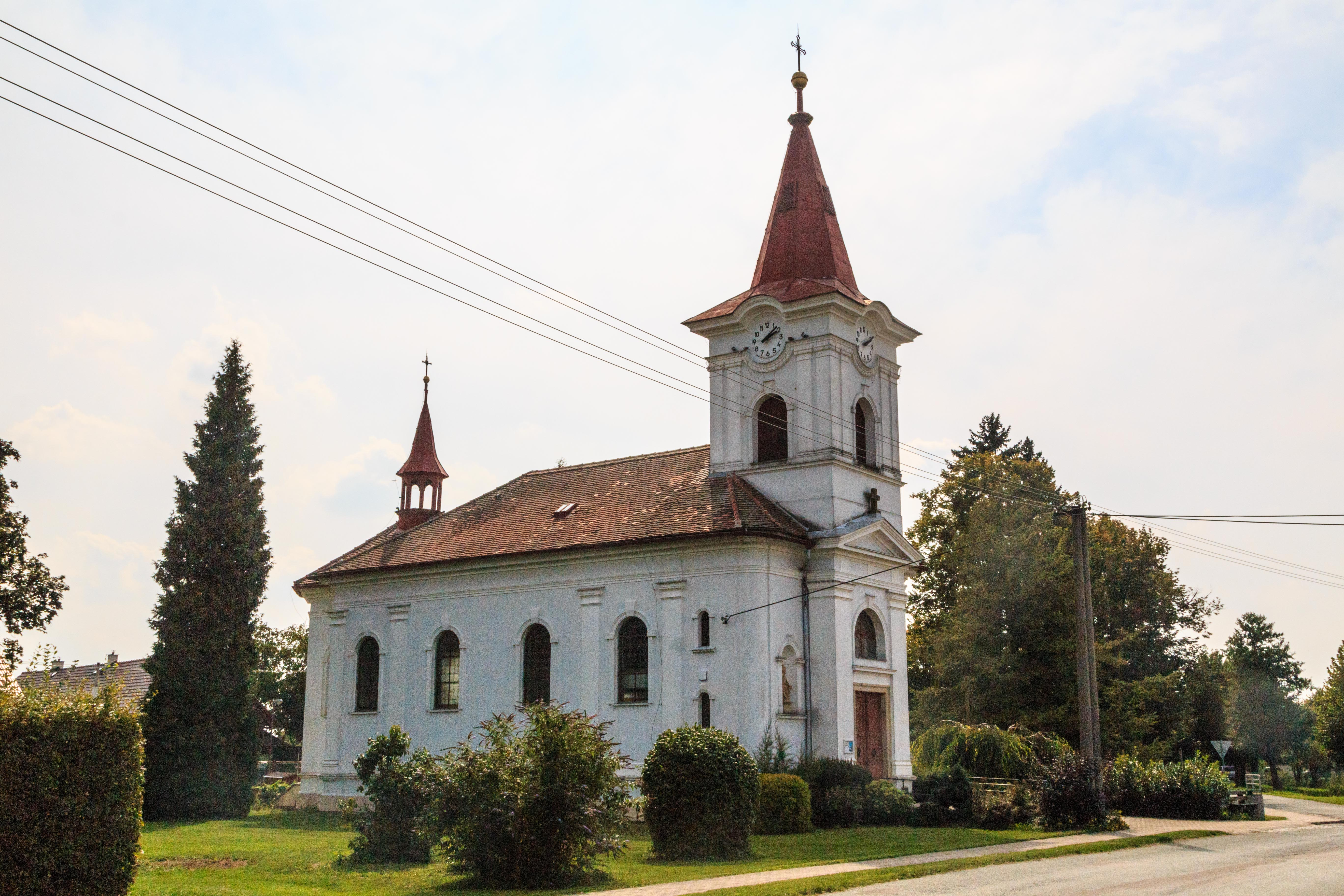
Kostel svatého Jana Křtitele v Pohoří
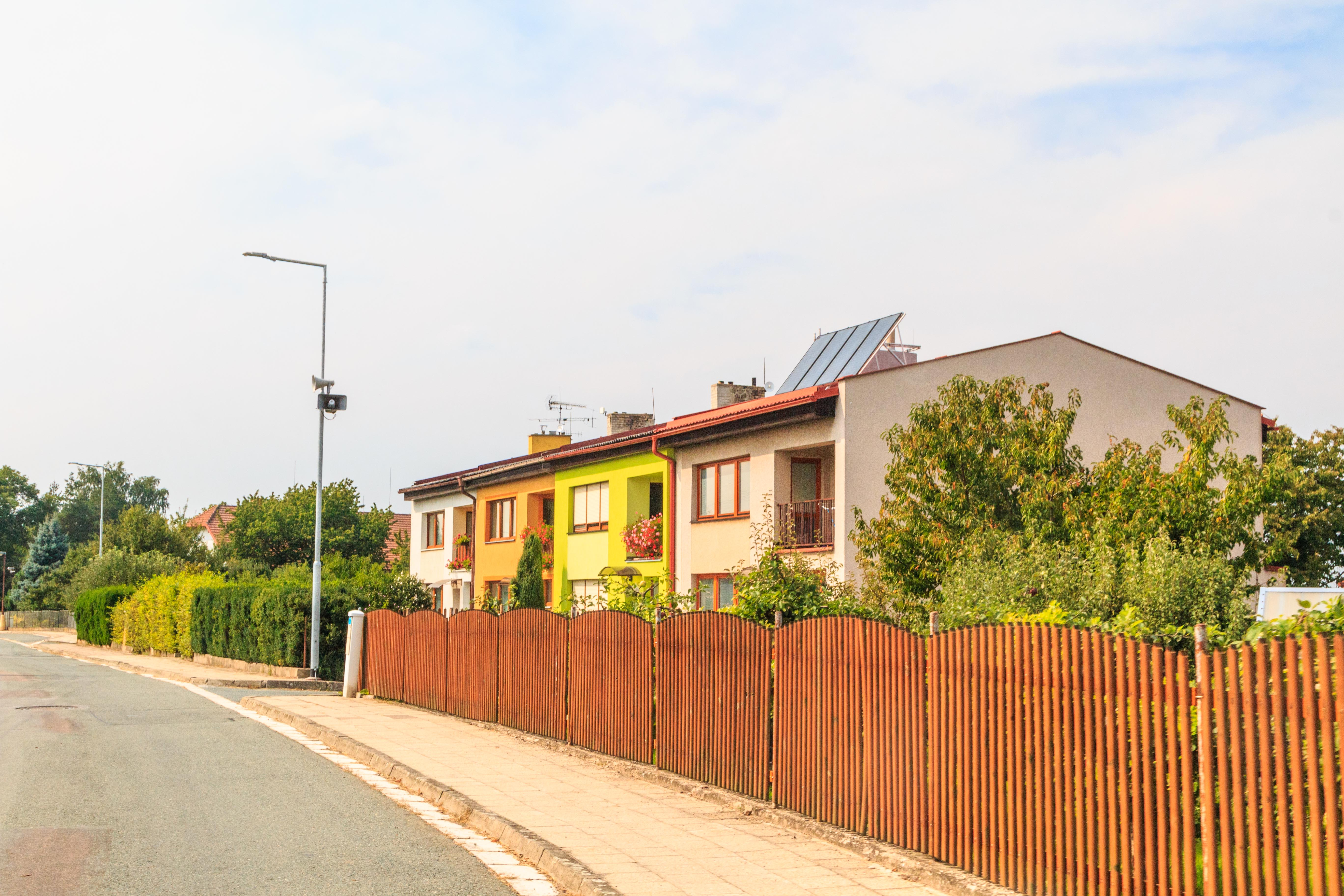
Pohoří u Českého Meziříčí - dům čp. 169
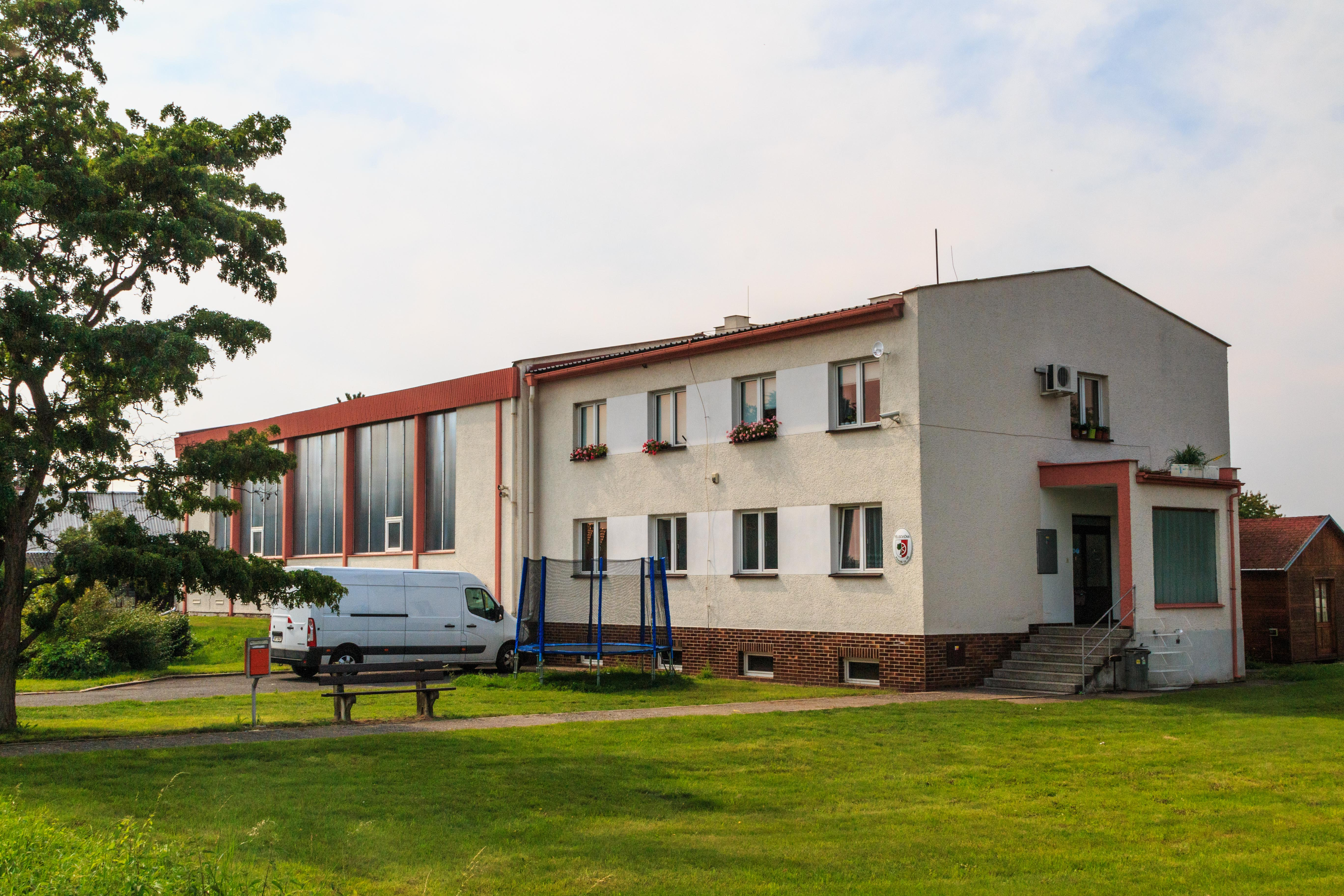
Pohoří u Českého Meziříčí - tělocvična
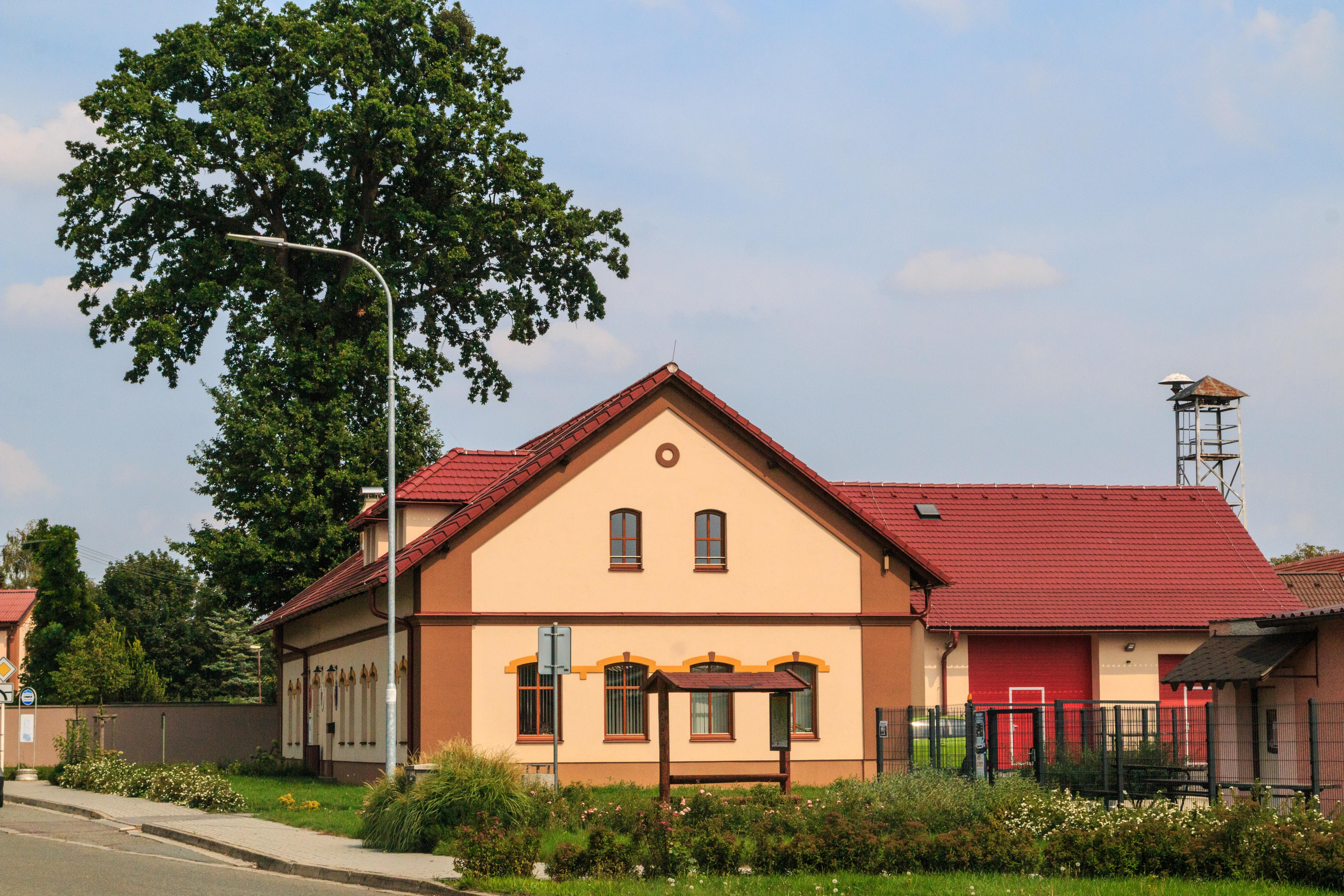
Pohoří u Českého Meziříčí - obecní úřad
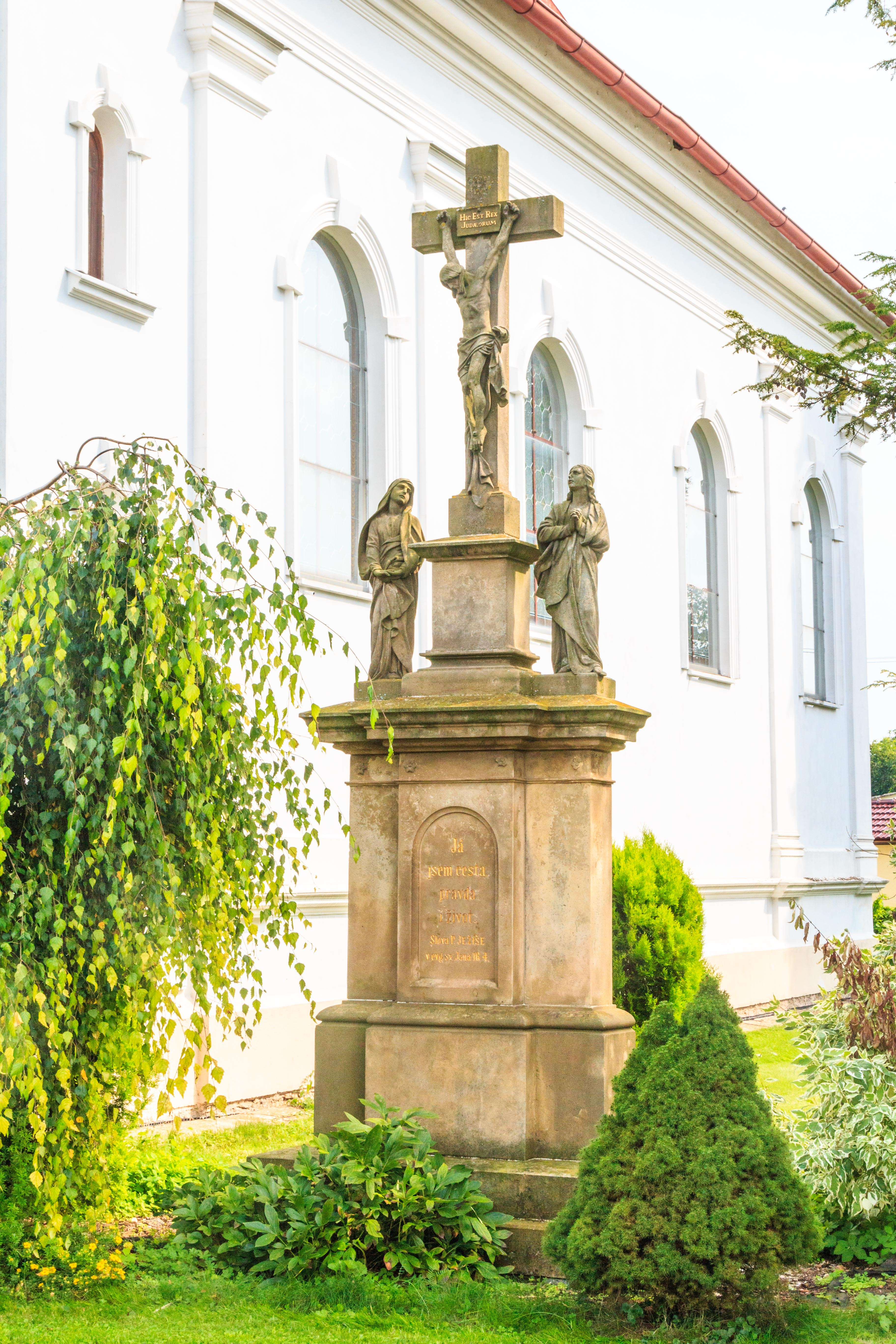
Kalvárie v Pohoří
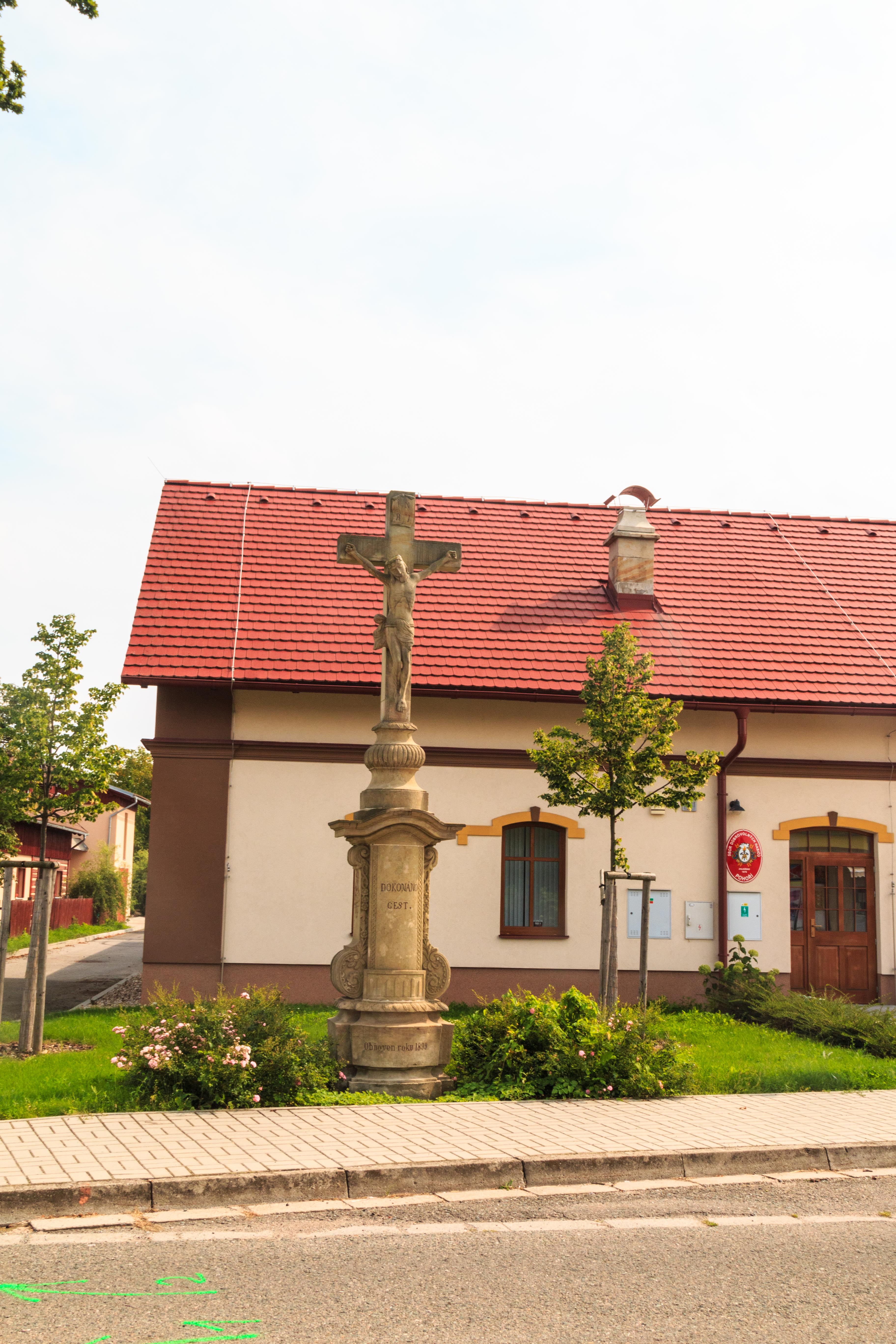
Kříž v obci Pohoří
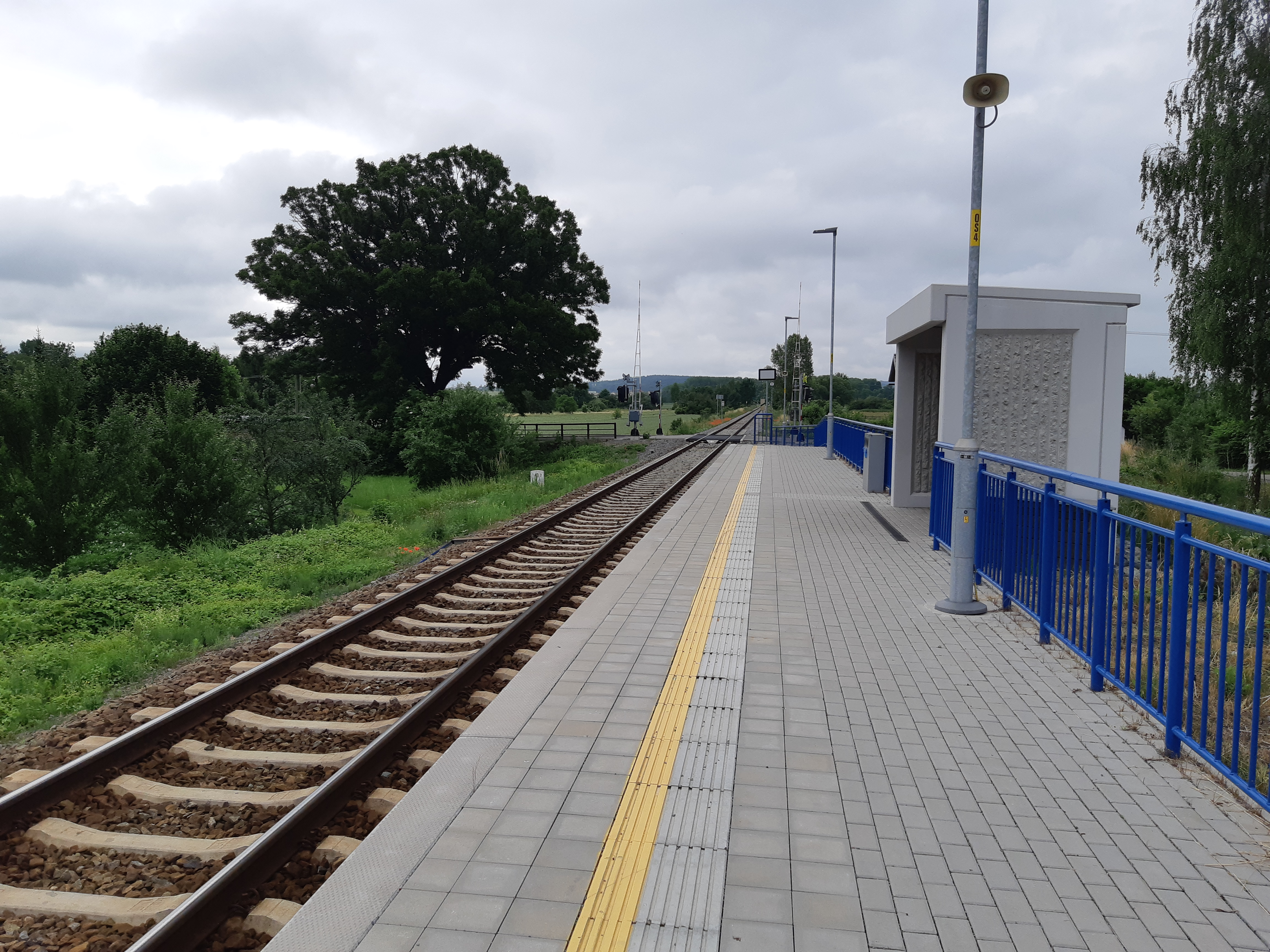
Železniční zastávka Pohoří